# Miroslav Žbirka

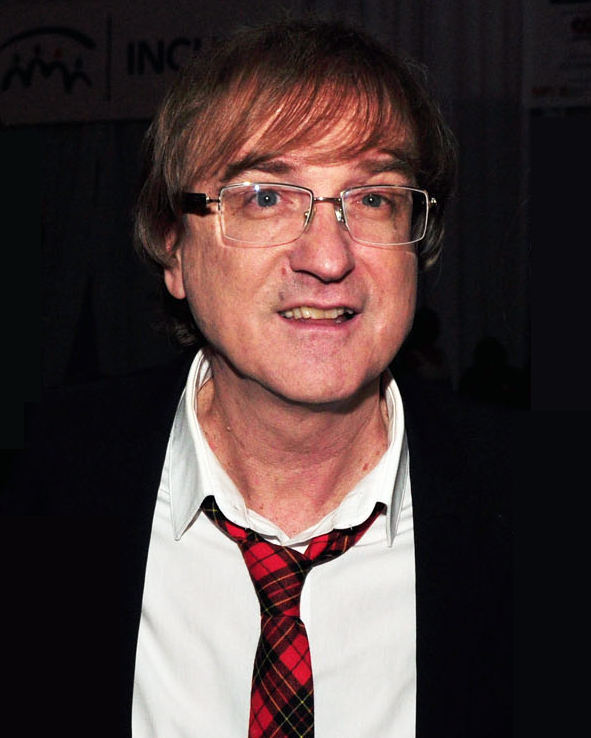
Miroslav Žbirka (2012)

Miroslav Žbirka (* 21. Oktober 1952 in Bratislava, Tschechoslowakei; † 10. November 2021 in Prag), Spitznamen Miro oder Meky, war ein slowakischer Popsänger und Komponist. Er sang auf Englisch, Slowakisch und Tschechisch.

## Leben
Miroslav Žbirka war der dritte Sohn der englischen Mutter Ruth Gale und des slowakischen Vaters Šimon Žbirka und hatte zwei ältere Brüder, Anton und Jason.
Er begann seine Musikkarriere als Mitgründer der slowakischen Popband Modus im Jahr 1967, die anfangs Coverversionen zeitgenössischer Hits spielte und später eigene Musik produzierte. Zusammen mit Marika Gombitová und Janko Lehotský gewann er 1977 den Wettbewerb Bratislavská lýra in Gold für das Lied Úsmev. 1981 gründete er mit Ladislav Lučenič die Band Limit, mit der er seine erfolgreiche Solokarriere begann, die bis zu seinem Tod im Jahr 2021 andauerte.
1982 gewann Žbirka als erster slowakischer Interpret den tschechoslowakischen Musikwettbewerb Zlatý slavík und erhielt auf einem internationalen Musikfestival im österreichischen Villach den ersten Preis für das Lied Love Song (Exportversion des Lieds V slepých uličkách) sowie einen Preis des Senders Ö3.
Der Asteroid (5895) Žbirka trägt seit dem 27. August 2019 seinen Namen.

## Privates
In der ersten Ehe mit Helga hatte Žbirka eine Tochter. 1988 heiratete Žbirka die Tschechin Kateřina und hatte mit ihr eine Tochter und einen Sohn. Er lebte in Prag.

## Diskographie

### Studioalben
- Doktor sen (1980)
- Sezónne lásky (1982)
- Roky a dni (1983)
- Nemoderný chalan (1984)
- Chlapec z ulice (1986)
- Zlomky poznania (1988)
- K.O. (1990)
- Songs for Children (1993, für Kinder bestimmt)
- Samozrejmý svet (1994)
- Meky (1997)
- Songs for Boys & Girls (1999, für Kinder bestimmt)
- Modrý album (2001)
- Dúhy (2005)
- Empatia (2009)
- Miro (2015)
- Double album (2018)

### Exportalben
- Doctor Dream (1981)
- Miro (1982)
- Like a Hero (1982)
- Light of My Life (1982)
- Giant Step (1983)
- Dear Boy (1984)
- Step by Step (1989)
- Greatest Hits (2006)
- Like a Hero: The Best of Miro (2008)

### Konzertalben
- Live (2004)
- Symphonic Album (2011)

### Kompilationen
- 12 naj... (1985)
- 20 naj... (1986)
- 22 dní: The Best of Miroslav Žbirka (1995)
- The Best of Miroslav Žbirka 2 (1999)
- The Best of Miroslav Žbirka: '93 – '03 (2003)
- Gold (2006)
- 22 × 2: The Best of Miroslav Žbirka (2007)
- Zlatá kolekce (2012)
- Complete Box (2012)

## Filmographie
- 1981: Neberte nám princeznú – Hauptrolle

## Auszeichnungen
- Krištáľové krídlo 2013 – Sonderpreis (2014)
- Pribina-Kreuz I. Klasse (2019)

## Bibliographie
- Honza Vedral: Miro Žbirka: Zblízka Slovart, Bratislava 2016, ISBN 978-80-556-2269-9.